# Jacqueline Zünd
Pour les articles homonymes, voir Zünd.
Jacqueline Zünd est une réalisatrice suisse née à Zurich en 1971.

## Biographie
Jacqueline Zünd suit des études de journalisme à Londres avant de réaliser plusieurs courts métrages documentaires à partir de 1996.
Elle poursuit sa carrière de documentariste avec trois longs métrages, dont Goodnight Nobody, présenté au festival de Cannes en 2011 dans la programmation de l'ACID.
Where We Belong, film consacré à la parole d'enfants dont les parents sont séparés, a été sélectionné à la Berlinale 2019.

## Filmographie

### Courts métrages
- 1996 : Rastlos
- 2001 : So Much
- 2001 : Unser Mann im Treppenhaus
- 2002 : Keis Händli – kei Schoggi

### Longs métrages
- 2011 : Goodnight Nobody
- 2016 : Almost There
- 2019 : Where We Belong